# Druifmosdiertje
Het druifmosdiertje (Walkeria uva) is een mosdiertjessoort uit de familie van de Walkeriidae. De wetenschappelijke naam van de soort werd in 1758 voor het eerst geldig gepubliceerd door Carl Linnaeus.

## Verspreiding
Hoewel het druifmosdiertje vaak als een invasieve soort wordt beschouwd, is het hoogstwaarschijnlijk een inheemse Europese soort. In Europa komt de soort minstens 150 jaar voor, maar waarschijnlijk al daarvoor sinds de beschrijving (als Sertularia uva) door Linnaeus in 1758. Hij wordt zowel vanuit de West-Atlantische Oceaan als vanuit de Oost-Atlantische Oceaan geregistreerd. In Europa komt deze soort voor vanaf de Barentszzee en de Oostzee tot aan de Middellandse Zee. De soort leeft voornamelijk van algen en kan dus op natuurlijke wijze worden vervoerd, op bijvoorbeeld drijvend zeewier.